# Pseudoterpna mixta
Pseudoterpna mixta är en fjärilsart som beskrevs av Barend J. Lempke 1949. Pseudoterpna mixta ingår i släktet Pseudoterpna och familjen mätare. Inga underarter finns listade.